# 문의재로
문의재로(Munuijae-ro)는 강원특별자치도 태백시 황연동 통리삼거리 에서 삼척시 을 잇는 강원특별자치도의 도로이다.

## 주요 경유지
강원특별자치도
- 태백시 (황연동) - 삼척시 (도계읍 . 노곡면 . 근덕면)

## 노선
| 이름                                    | 접속 노선                   | 소재지 | 소재지               | 비고                            |
| --------------------------------------- | --------------------------- | ------ | -------------------- | ------------------------------- |
| 통리삼거리                              | 국도 제38호선 (강원남부로)  | 태백시 | 황연동               | 지방도 제427호선구간            |
| 중촌 교차로                             | 구사2길                     | 삼척시 | 도계읍               | 지방도 제427호선구간            |
| 구사2교                                 |                             | 삼척시 | 도계읍               | 지방도 제427호선구간            |
| 구사터널                                |                             | 삼척시 | 도계읍               | 지방도 제927호선 구간 연장 910m |
| 구사3교                                 |                             | 삼척시 | 도계읍               | 지방도 제427호선구간            |
| 구사리 교차로 (신리교)                  |                             | 삼척시 | 도계읍               | 지방도 제427호선구간            |
| 신리 교차로                             | 지방도 제416호선 (가곡천로) | 삼척시 | 도계읍               | 지방도 제427호선구간            |
| 양지3교                                 |                             | 삼척시 | 도계읍               | 지방도 제427호선구간            |
| 문의1교 문의2교 문의3교 문의4교 문의5교 |                             | 삼척시 | 도계읍               | 지방도 제427호선구간            |
| 문의재터널                              |                             | 삼척시 | 도계읍               | 지방도 제427호선구간 연장 1370m |
| 문의재터널                              | 노곡면                      | 삼척시 |                      | 지방도 제427호선구간 연장 1370m |
| 마읍교                                  |                             | 삼척시 | 지방도 제427호선구간 |                                 |
| 신주교                                  |                             | 삼척시 | 지방도 제427호선구간 |                                 |
| 샛말교                                  |                             | 삼척시 | 지방도 제427호선구간 |                                 |
| 섬마교                                  |                             | 삼척시 | 지방도 제427호선구간 |                                 |
| 중들교                                  |                             | 삼척시 | 지방도 제427호선구간 |                                 |
| 당귀재                                  |                             | 삼척시 | 지방도 제427호선구간 |                                 |
| 가들1고 가들2교 가들3교                 |                             | 삼척시 | 지방도 제427호선구간 |                                 |
| 반천교                                  |                             | 삼척시 | 지방도 제427호선구간 |                                 |
| 둔지교                                  |                             | 삼척시 | 지방도 제427호선구간 |                                 |
| 양리교                                  |                             | 삼척시 | 지방도 제427호선구간 |                                 |
| 토정교                                  |                             | 삼척시 | 지방도 제427호선구간 | 근덕면                          |
| 되재                                    |                             | 삼척시 | 지방도 제427호선구간 | 근덕면                          |
| 식송교                                  |                             | 삼척시 | 지방도 제427호선구간 | 근덕면                          |
| (이름없음)                              | 삼척로                      | 삼척시 | 지방도 제427호선구간 | 근덕면                          |
| 동막 교차로                             | 국도 제7호선 (동해대로)     | 삼척시 | 지방도 제427호선구간 | 근덕면                          |
| 방재로와 직결                           |                             |        |                      |                                 |